# Ovršje
Preval Ovršje (nem. Windische Höhe), krajevno pogovrno tudi Vrše, se nahaja na nadmorski višini 1110 m. na meji med občinama Štefan na Zilji in Špartjan v Ziljskih Alpah na avstrijskem Koroškem.
Preval se nahaja na meji med političnima okrajema Beljak-dežela in Šmohor, tako da je vas, ki jo sestavljajo le tri hiše in cerkvica, podeljena na dva politična okraja. Vršje je znano zaradi ceste, ki povezuje Ziljsko dolino in zgornjo, avstrijsko/koroško Dravsko dolino (oz. Štefan na Zilji in Bistrico ob Dravi (Feistritz an der Drau)). Preval je tudi priljubljena izletna točka, od tod se gre dve do tri ure na vrh Čegle gore (Tschekelnock, 1892 m. nadmorske višine). 
Poimenovanje v nemščini se navezuje na zgodovinsko jezikovno mejo med nemško govorečimi Korošci in Slovenci, saj  pomeni nemško značilno ime Windische Höhe dobesedno »slovenski vrh«.
Pavel Zdovc o krajevnem imenu: Ovršje, nem. Windische Höhe; na Ovršju, na Ovršje, z Ovršja, kraj. pogov. Vrše; neuradno kraj. ime del vasi Črešnje; G/O Nötsch im Gailtal/Čajna v Ziljski dolini; 9623 St. Stefan an der Gail/Štefan na Zilji. Pri nekaterih avtorjih se najde tudi imenska oblika Vršje.